# Jeanette Ng
Jeannette Ng, 吳志麗T (Hong Kong, ...), è una scrittrice britannica nota per il suo romanzo Under the Pendulum Sun con il quale ha vinto i premi Sydney J Bounds. Il suo discorso di accettazione del John W. Campbell per il miglior nuovo scrittore 2019 ha iniziato un dibattito che ha portato a rimuovere il nome di John Wood Campbell dal premio.

## Vita
Ng è nata ad Hong Kong e risiede a Durham, dove ha frequentato l'università ottenendo un MA in studi medievali e rinascimentali.

## Carriera
Il suo romanzo di debutto Under the Pendulum Sun (2017), pubblicato da Angry Robot) è incentrato su un viaggio fantastico in un'Inghilterra gotica della metà del XIX secolo, fu candidato per il premio Brave New Words della rivista Starburst e per il premio Robert Holdstock per il miglior romanzo fantasy ai British Fantasy Awards 2018. SYFY l'ha nominato tra i "Miglior 10 romanzi fantasy e di fantascienza del 2017" ed è stato incluso nella lista del "Miglior romanzi di fantascienza e fantasy del 2017" curata da Adam Roberts per The Guardian e nella lista di Jeff Somers dei "50 più grandi romanzi di debutto di fantascienza e fantasy mai scritti".
Il suo racconto How the Tree of Wishes Gained its Carapace of Plastic è incluso nell'antologia Not So Stories, pubblicata nel 2018 da Abaddon Books, ed è descritto da Starburst come un "tour de force dei talenti dell'autore". Altre storie brevi sono state pubblicate sulle riviste Mythic Delirium e Shoreline of Infinity.
Ng ha vinto il premio Sydney J Bounds per il miglior nuovo autore ai British Fantasy Award 2018 per Under the Pendulum Sun, ed è stata una finalista per il John W. Campbell Award for Best New Writer 2018, annunciato come parte dei premi Hugo.
Nel 2019, Ng ha vinto il John W. Campbell Award for Best New Writer. Il suo discorso di accettazione nel quale si è riferita a John W. Campbell come un "fascista ha fatto partire un dibattito nella comunità del fantasy e della fantascienza, e il 27 agosto i curatori di Analog Science Fiction and Fact, l'editore che sponsorizza il premio, hanno annunciato che il premio sarebbe stato ribattezzato "Astounding Award for Best New Writer". Per il suo discorso di accettazione ha ottenuto anche il premio Hugo per il miglior lavoro correlato alla fantascienza 2020. Il 31 luglio 2020 Ng ha pubblicato il suo discorso di accettazione del premio Hugo su YouTube. In questo dice «... abbattere i memoriali dei razzisti morti non è cancellare la storia, è come facciamo la storia.» (pulling down memorials to dead racists is not the erasing of history, it is how we make history. Ha inoltre aggiunto «L'ultima volta che ho tenuto un discorso alla WorlCon è stato letteralmente ore dopo un'enorme marcia ad Hong Kong, la più cyberpunk delle città. Da allora le cose sono peggiorate, le tattiche usate per marginalizzarci, il gas lacrimogeno usato contro di noi, è lo stesso ovunque. E dobbiamo sconfiggerlo nella stessa maniera. e così la nostra unione è più importante che mai. Per scrivere un futuro di gioia e speranza e cambiamento», «Ora è il momento. Ora è sempre il momento. Liberate Hong Kong, Rivoluzione del nostro tempo»